# 岩倉市史跡公園
岩倉市史跡公園（いわくらししせきこうえん）は愛知県岩倉市にある公園。

## 概要
「大地遺跡」の遺構および市内にあった江戸時代の古民家を保存するなどして「岩倉市民の歴史学習及び憩いの場としての利用に供する」ことを目的として設置された公園で、1996年（平成8年）に開園した。
園内には竪穴建物が再建されているほか、市内にあった「鳥居建民家」が移築保存されるなどしている。

### 大地遺跡
大地遺跡（だいちいせき）は岩倉市大地町野合地内にあった遺跡で、1947年（昭和22年）に畑から出土した「弥生式壺形土器」によってその存在を知られることとなった。1951年（昭和26年）には名古屋大学考古学研究室の指導の下で発掘調査が行なわれ、竪穴建物跡や縄文時代後期から弥生時代後期にかけての各種土器類が出土している。
1954年（昭和29年）には遺跡が愛知県の文化財（史跡）に指定されたほか、畑から出土した「弥生式壺形土器」は1970年（昭和45年）に県の史跡に指定されており、名古屋市博物館に収蔵されている。
また、出土品の一部については岩倉市図書館の郷土資料室で展示されている。

### 鳥居建民家

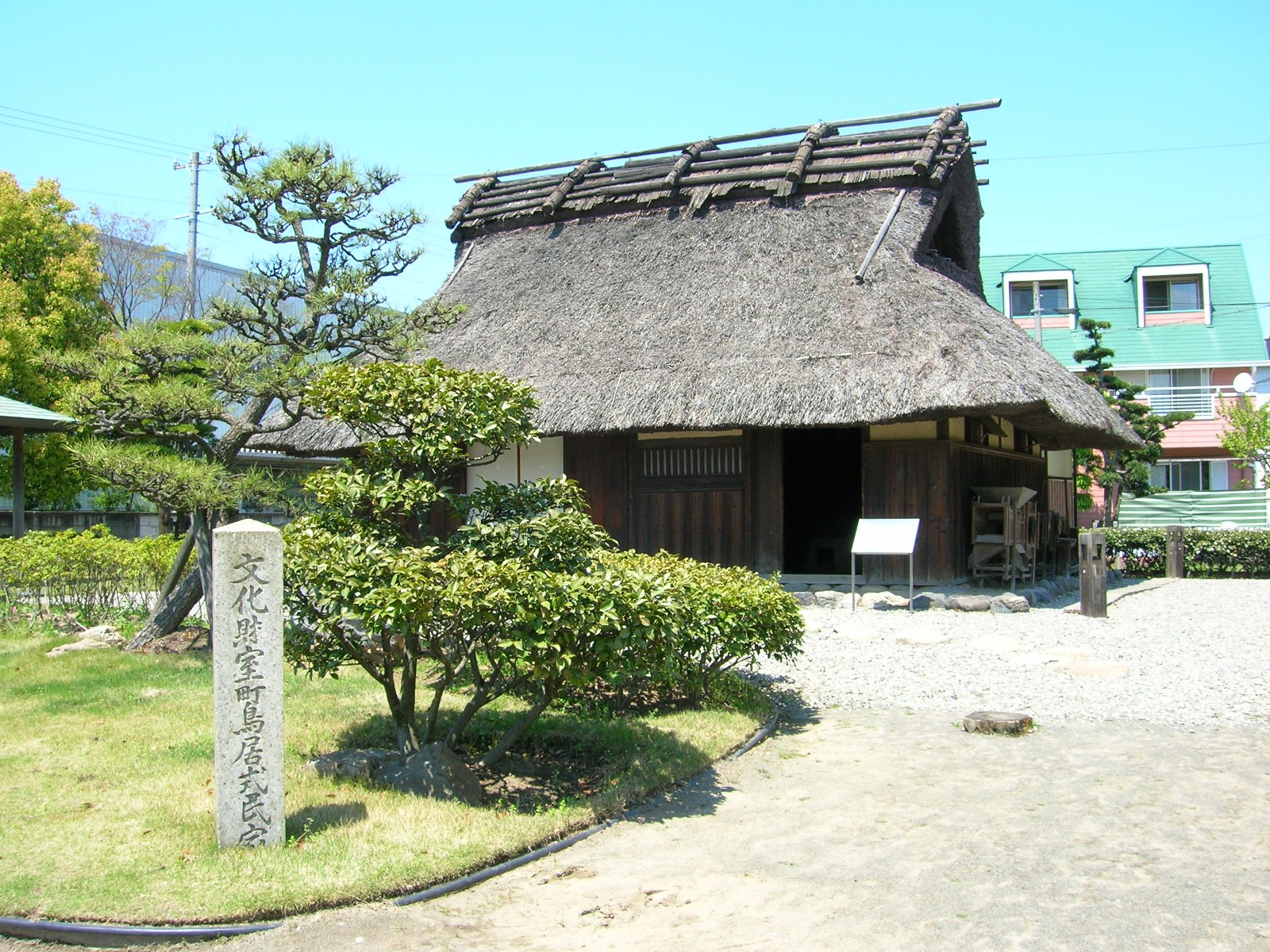
鳥居建民家

市内から移築された古民家で江戸時代（18世紀中頃）に建てられたものだが、この地方に多く見られた「鳥居建」と呼ばれる大黒柱を持たない構造で、室町時代の家屋の構造をそのまま残しているとされる。
1955年（昭和30年）の『岩倉町史』編纂に伴う調査で確認され、1985年（昭和60年）に岩倉市の有形文化財に指定された。建て替えに伴い家主から寄贈を受けて岩倉市役所に隣接した場所に展示保存されていたが、本公園の開園に伴い再度移築された。建物とともに農具などの古民具が展示されている。

## アクセス

### 鉄道
- 名鉄犬山線岩倉駅から徒歩20分

### 自家用車
- 県道63号大地町交差点を西進・約100メートル